# Magnus Wislander
Magnus Wislander (født 22. februar 1964 i Göteborg), med tilnavnet "Slangen", er en svensk håndboldtræner og tidligere håndboldspiller. Han spillede på det svenske landshold i perioden 1985–2004 og nåede 384 landskampe, hvor han scorede 1185 mål.
På klubplan indledte Wislander sin seniorkarriere for Redbergslids IK, hvorfra han i 1990 skiftede til tyske THW Kiel. I 2002 vendte han tilbage til Redbergslid, hvor han afsluttede sin aktive karriere i 2005. På det tidspunkt havde han allerede nogle år samtidig været træner i klubben, først assistent, men fra 2004 som ansvarlig træner. I 2011 skiftede han sig selv ind i en kamp, hvor han som 47-årig spillede seks minutter og scorede et enkelt mål for holdet. I 2012 trådte han et skridt tilbage og var igen hjælpetræner i Redbergslid, indtil han stoppede i klubben i 2020.
Wislander vandt en lang række medaljer i sin karriere. Med Redbergslid vandt han det svenske mesterskab fire gange, og med Kiel vandt han det tyske mesterskab seks gange samt den tyske pokalturnering to gange. Det blev også til to sejre i EHF-cuppen og en andenplads i Champions League med det tyske hold.
På landsholdet var han med til fire olympiske lege og vandt sølv ved tre af disse. Han var en vigtig del af det stærke svenske hold, der vandt medalje ved næsten alle slutrunder i 1990'erne, og de bedste resultater var to VM-guld samt fire EM-guld.
Han er indehaver af den ærefulde titel "århundredets bedste mandlige håndboldspiller", en kåring som Det internationale Håndboldforbund står bag.